# 喬·拜登機密文件事件
2022年11月至2023年初，美國總統喬·拜登的私人律師在賓夕法尼亞拜登外交和全球參與中心  和他位于特拉華州威尔明顿的家中发现了多套机密文件。 拜登表示，在发现文件的時候并不知道它们在那里，也不知道文件包含什么內容；他表示他将全力配合调查。 部分評論家表示，此事件类似于唐纳德·特朗普处理政府文件的方式，尽管拜登并没有故意阻挠文件的恢复。2024年2月8日，特別檢察官決定不檢控拜登。

## 背景
2022年8月，拜登表示，他经常在“完全安全的封闭空间”将总统文件带回家。 

## 时间线
这些文件可追溯到奥巴马政府时期。 部分机密文件列為最高机密。 
2022年11月2日，即距離中期選舉不夠一週時，拜登的律师在宾夕法尼亚大学运营的华盛顿特区非营利智库「賓夕法尼亞拜登外交和全球參與中心」收拾文件时，在一个“上锁的壁橱”中发现了可追溯到他副总统任期的机密文件。   据白宫称，在文件被发现的同一天，他们被报告给了国家档案和記錄管理局，国家档案局在第二天重新得到这些文件。 发现的机密文件包括美国情报材料，以及有關乌克兰、伊朗和英国的简报。 此由美國哥倫比亞廣播公司於2023年1月9日引述兩個消息來源率先披露和報導。
11月4日，國家檔案館通知司法部檢察官，白宮已通報檔案館在拜登智囊團發現帶有機密標記的文件，文件為未獲得存放授權之材料。此細節由司法部長加蘭於2023年1月12日進一步公佈。
12月20日，第二批机密文件在拜登特拉華州威尔明顿住所的车库中被发现。 2023年1月5日，在拜登的住所发现了一份额外的文件。  1月9日白宫首次披露时，拜登车库内第二批發現的机密文件最初并未向公众披露。白宫新闻秘书卡里娜·让-皮埃尔表示，司法部的審核時阻止向公众披露此事。 
2023年1月14日，拜登的助手在他位於特拉華州威爾明頓的私人住所發現了另外五頁機密材料。拜登的法律顧問理查德·索伯（Richard Sauber）表示，新一批是在一名白宮律師前往威爾明頓協助轉移早前發現的一份機密文件給司法部官員時發現的。
1月20日，聯邦調查局對拜登位於威爾明頓的住所進行了長達13小時的搜查。翌日（21日），他的私人律師鮑勃·鮑爾 (Bob Bauer) 透露，探員檢查了“數十年前的私人手寫筆記、文件、文件、活頁夾、紀念品、待辦事項清單、日程表和提示”。他們發現並拿走了拜登六份含機密標記的文件，其中包括他在參議院任職期間以及擔任副總統期間的文件。探員還取走他的一些筆記。拜登和他的妻子當時在他們位於特拉華州里霍博斯海灘的家中。美國有線電視新聞網指，搜查是在拜登律師的同意下進行的，因此不需要傳票或搜查令。
2月1日，美国联邦调查局花了3小時搜查拜登在特拉华州的一处度假屋。拜登律师表示联邦调查局并未找到涉密文件，但带走一些文件用于进一步调查。
2月15日，联邦调查局前往拜登的母校特拉华大学进行了两次搜查。调查人员在搜查过程中分别检查了两批文件：一批是拜登在美国参议院任职期间的档案材料，另一批则是拜登寄给大学的文件。

## 调查
2022年11月，在发现第一批文件后，总检察长梅域·加蘭指派美国检察官小约翰·劳施 (John R. Lausch Jr.) 进行初步调查。 
2023年1月，加兰宣布他将任命一名特别检察官调查“可能未经授权移除和保留机密文件或其他记录”。   羅伯特·赫爾于1月12日被任命监督美国司法部的调查。 
美国有线电视新闻网报道称，一名司法部官员表示，白宫的误导性陈述就这些文件提供不完整的敍述，暗示助手有隐瞒，促使司法部任命了一名特别检察官。 
1月10日，眾議院監督委員會主席詹姆士·卡莫寫信給國家檔案和記錄管理局和白宮法律顧問，要求他們與司法部之間提供文件和通訊。他於信中表示，他正透過對比拜登和特朗普文件問題的處理方式，以調查國家檔案國記錄管理局可能存在的政治偏見。
1月13日，眾議院司法委員會展開調查。委員會主席吉姆·喬丹寫信給司法部長加蘭，要求聯邦調查局、司法部和白宮之間就此事提供所有文件和通訊，以及有關任命赫爾為特別檢察官的資訊。

### 調查報告
2024年2月8日，赫爾發佈特別調查報告，指其行為沒有理由提出刑事指控。報告指“我們的調查發現，有證據表明，拜登總統在擔任副總統後作為普通公民時故意保留和披露機密材料”，但「證據並不能排除合理懷疑地證明拜登有罪」。
報告指出，特朗普和拜登的案件之間存在區別，包括合作與處理方式。
報告指赫爾指，政府不相信它能證明拜登「打算做法律禁止的事情」。報告稱，拜登強調，他手寫的包含機密資訊的筆記本是他的財產，赫爾指，拜登認為他被允許保留個人筆記本中包含的機密資訊，拜登也稱「我之前的每位總統都做了同樣的事情」。而聯邦調查局特工從拜登在特拉華州威爾明頓的車庫、辦公室和地下室找到了材料，有關材料包括「關於阿富汗軍事和外交政策的標記機密檔案，以及包含拜登先生關於國家安全和外交政策問題的手寫條目的筆記本，其中涉及敏感的情報來源和方法。」報告發現，拜登早在2017年就知道他家中的機密檔案，當時他不再是副總統；並發現，拜登至少三次向與他當年出版的回憶錄的代筆人大聲朗讀機密筆記本段落，講述在白宮情況室的會議。該代筆人在得知特別顧問的調查後刪除他與拜登談話的錄音，但保留了記錄。赫爾認為拜登的行為“對國家安全構成嚴重風險，因為異常敏感的資訊容易丟失或妥協美國的對手。”但他表示，有關檔案可能在拜登擔任副總統期間被帶到他家，當時他有權保留這些檔案。
赫爾選擇不提出指控，部分原因是他稱難以起訴拜登。報告形容「他是一個富有同情心、善意、記憶力差的老人。」調查人員發現拜登的“記憶力非常有限”，拜登在2023年的採訪中不記得其兒子博·拜登何時去世，也不記得他擔任副總統的幾年。

## 反应

### 乔·拜登
拜登表示，当他得知拜登中心的文件时，他感到“惊讶”。 
對於在拜登威尔明顿家中发现第二套机密文件，拜登承认他拥有这些文件，并表示“我将有机会就所有这一切发表讲话，上帝保佑它会很快，但我本周早些时候说过——顺便说一句，我的Corvette（座駕）在一个上锁的车库里。这不像是坐在街上”。  
拜登的法律团队否认有任何不当行为，称这些文件是“无意中放错了地方”。 

### 共和党人
眾議院共和黨人將此事件比作前總統唐纳德·特朗普保留文件。众议院议长凯文·麦卡锡表示，国会应该调查此事并启动自己的调查。  眾議院情報委員會候任主席麥克·特納要求對拜登文件進行國家安全損害評估。 众议员詹姆士·卡莫、肯·巴克和埃莉斯·斯特凡尼克要求拜登总统公开他家的访客记录。 

### 民主党人
民主黨官員指責共和黨人虛偽，並指出同一位共和黨官員多年來一直為特朗普擁有和保留更多文件辯護，而拜登的團隊立即將這一發現通知了國家聯邦檔案和記錄管理局並移交了這些文件。 參議員班·卡定表示，共和黨人正在製造一種「錯誤的對等」，因為「一個人（拜登）處理得當，另一個人（特朗普）處理錯了。」 众议员亚当·希夫表示，他没有看到拜登处理机密信息有任何不当行为的证据。希夫表示，拜登的情况与特朗普的情况不同。 
與此同時，一些民主黨盟友對拜登白宮“守口如瓶”的處理方式表示失望，稱拜登團隊需要更坦率地提供有關該問題的信息。众议员汉克·约翰逊則表示，拜登办公室和家中的机密文件可能已被植入，他支持特别检察官的调查。 